# Филарет (Семёнов)
Игумен Филарет (Семёнов, годы жизни неизвестны) − настоятель старообрядческого скита Введения Богородицы, располагавшегося на реке Иргиз неподалёку от Мечетной слободы. Долгое время подозревался в качестве идейного вдохновителя беглого казака Емельяна Пугачёва, подсказавшего ему идею взять имя погибшего во время переворота императора Петра III.
Скит Введения Богородицы был центром приверженцев старообрядчества в районе, где было разрешено расселение раскольников, возвращавшихся в Российскую империю после указов Петра III и Екатерины II, отменявших их преследование. Донской казак Емельян Пугачёв, скрывавшийся от преследования за помощь в организации побега со службы своего зятя, получил совет от старообрядца Осипа Коровки пробраться на один из форпостов западной границы Российской империи и там назваться раскольником, решившим вернуться в Россию. Последовав этому совету, Пугачёв получил в Добрянском форпосте документы и направление на поселение. В ноябре 1772 года Пугачёв прибыл к игумену Филарету с рекомендациями от помогавших ему старообрядцев. Благодаря этим рекомендациям, Филарет уговорил управителя Малыковской слободы не отправлять Пугачёва на поселение далее, а позволить ему поселиться в Малыковке. Согласно поздним показаниям беглого солдата Логачёва, присоединившегося к Пугачёву в Добрянском форпосте, Филарет и Пугачёв имели долгую беседу, но его они с собой за стол не сажали, а потому деталей этого разговора Логачёв сообщить не мог. По показаниям самого Пугачёва, Филарет с сочувствием рассказывал ему о недавнем восстании яицких казаков, в большинстве своём старообрядцев. В ответ Пугачёв поделился с Филаретом мыслью о том, что он мог бы подговорить яицких казаков бежать вместе с ним на Кубань, к некрасовцам. Заняв у Филарета денег на покупку рыбы, Пугачёв отправился в Яицкий городок, где в разговоре с казаком Денисом Пьяновым впервые назвался именем «амператора Петра Фёдоровича».
По возвращении из поездки в Яицкий городок, Пугачёв был арестован 18 (29) декабря 1772 года по доносу бывшего с ним в поездке крестьянина Филиппова. Игумен Филарет участвовал в этом аресте, как и в попытке ареста Пугачева в августе 1773 года, когда бежавший из Казанского острога тот появился в Мечетной слободе в поисках грамотного человека для написания «царских указов». Несмотря на это, с началом работы секретных следственных комиссий, Филарет был арестован в январе 1774 года и доставлен в Казанский острог. Руководители следствия считали одной из главных версию о том, что восстание было инспирировано заговором раскольников, среди которых Филарет играл не последнюю роль.